# Stazioni meteorologiche della Sardegna

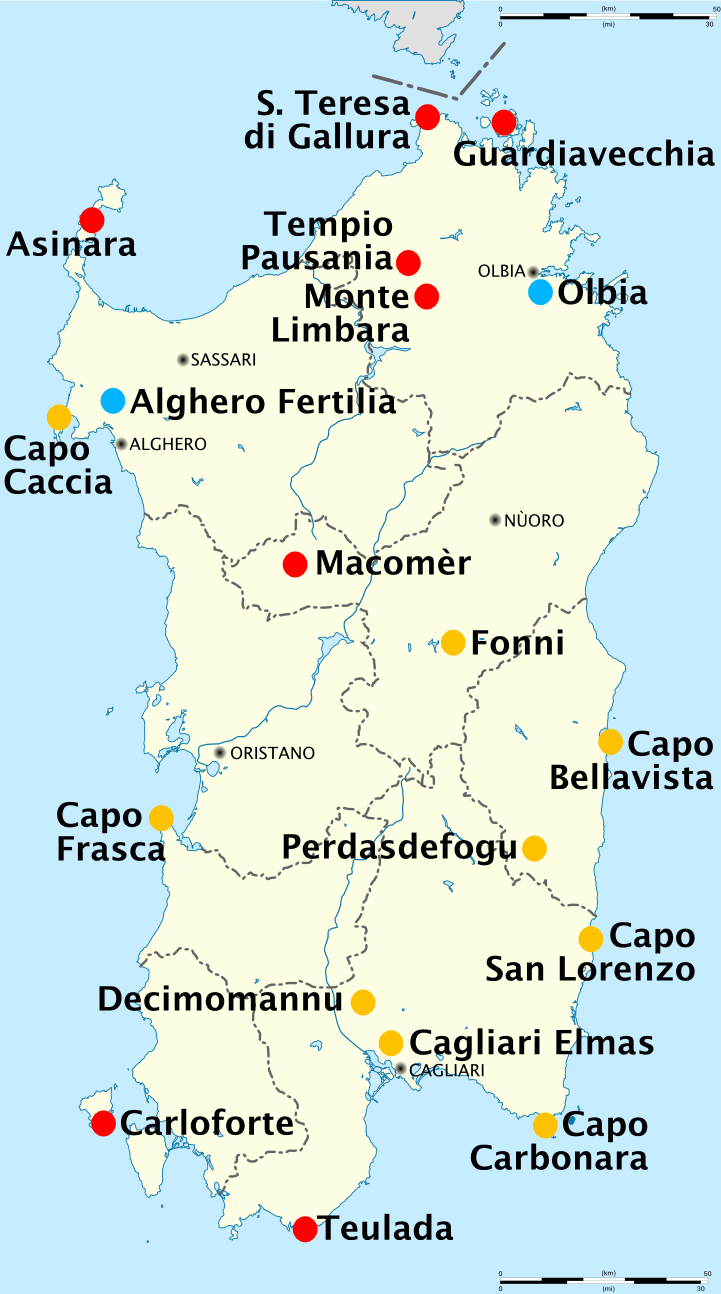
Le stazioni meteorologiche della Sardegna. In giallo quelle dell'Aeronautica Militare, in celeste quelle ENAV, in rosso quelle automatiche.

In Sardegna sono ubicate le seguenti stazioni meteorologiche, ufficialmente riconosciute dall'Organizzazione meteorologica mondiale:
- Alghero Fertilia
- Asinara
- Cagliari Elmas
- Capo Bellavista
- Capo Caccia
- Capo Carbonara
- Capo Frasca
- Capo San Lorenzo
- Carloforte
- Decimomannu
- Fonni
- Guardiavecchia
- Macomer
- Monte Limbara
- Olbia Costa Smeralda
- Olbia Venafiorita
- Perdasdefogu
- Santa Teresa di Gallura
- Tempio Pausania
- Teulada

## Maniera di identificarla in Sardegna
- sardo: Istazione meteoròlogica de Sardinnia
- catalano: Estaciò meteoròlogica de Sardenya
- sassarese: Sthazzioni meteoròlogica di Sardhìgna
- gallurese: Stazzioni meteoròloghjca di Saldìgna
- tabarchino: Stazziun meteoròlogica de Sardegna

## Voci correlate

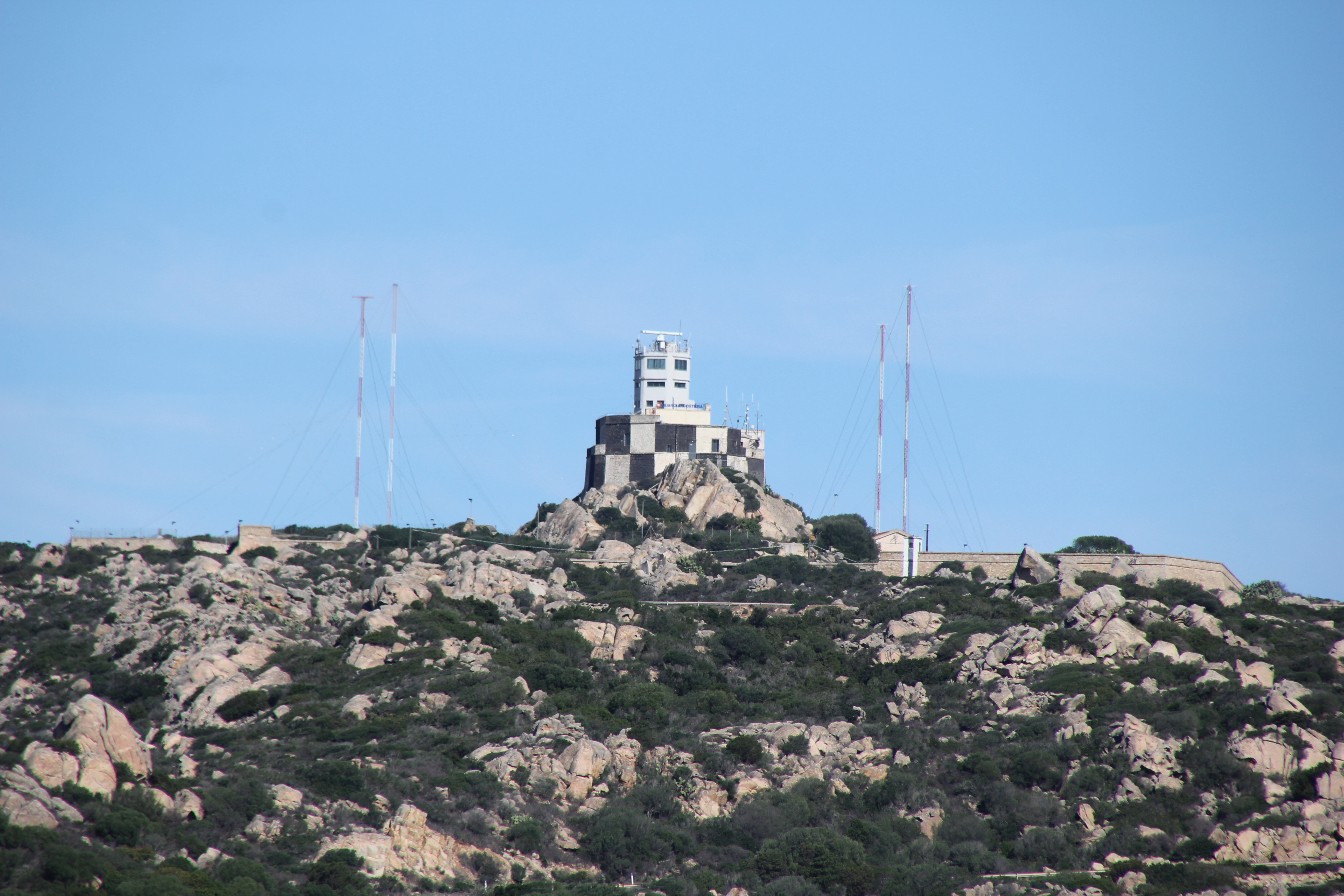
La stazione meteorologica di Guardiavecchia, a La Maddalena